# Aristelliger georgeensis
Aristelliger georgeensis — вид геконоподібних ящірок родини Sphaerodactylidae. Мешкає на Карибах.

## Поширення і екологія
Aristelliger georgeensis мешкають в Мексиці, на східному узбережжі півострова Юкатан та на сусідніх островах, зокрема на о. Косумель, на узбережжі Белізу та на сусідніх островах, зокрема на Саподілья-Кайєс, на деяких гондураських островах Іслас-де-ла-Байя, зокрема на Лебединих островах, а також на колумбійських островах Сан-Андрес-і-Провіденсія. Вони живуть в сухих і помірно вологих тропічних лісах, в пальмових гаях, трапляються в парках і садах, часто зустрічаються поблизу людських поселень. Відкладають яйця.